# 漫长的十九世纪
漫长的十九世纪（俄语：Долгий XIX век）是指1789年法国大革命到1914年第一次世界大战爆发之间的125年时间。这一说法最早见于苏联作家伊利亚·爱伦堡笔下，随后被英国马克思主义历史学家艾瑞克·霍布斯邦所推广开来，用以指代对理解19世界欧洲的思想演变颇为关键的时间段。

## 背景
1949年，費爾南·布勞岱爾首先提出了“漫长的十六世纪”（法語：le long seizième siècle）的说法，用来指代1450年到1640年的历史时期，并将之称为“公认的文学史类型”。此后，有不少学者对历史进行过类似地划分与界定。例如，莎伦·凯特琳描写过漫长的十七世纪（1589-1715年）中的法国社会，爱德华·瑞格利则对漫长的十八世纪（1680-1840年）中的英国人口进行过论述，大卫·布莱克本描绘过漫长的十九世纪（1780-1918年）中的德国历史。“漫长的十九世纪”不仅仅是学术论著中的术语，而被更广阔的读者群所认知，并在相关的历史、语言、艺术研究和讨论中被引用。

## 定义
霍布斯邦在其若干论著中将法国大革命论证为漫长的十九世纪的开始，将第一次世界大战的爆发论证为漫长的十九世纪的结束。法国大革命带来了普遍和平等的公民权。第一次世界大战结束时，持久的欧陆均势被消除。他还在其后的论著中追随伊万·贝伦德的说法，将1914年第一次世界大战爆发到1991年苏联解体定义为“短暂的20世纪”（英語：Short twentieth century）。彼得·斯特恩斯则将漫长的十九世纪定义为1750年到1914年。

## 宗教史
宗教史中，特别是在天主教会历史中，漫长的19世纪是天主教会权力集中于教宗的时期。 这种集权与日益集权的民族国家和当代革命运动相对立，并使用了许多与其竞争对手相同的组织和沟通技术。 教会漫长的19世纪从法国大革命一直延续到1958年庇護十二世之去世。 这涵盖了传统天主教势力的衰落和国家内部世俗思想的出现，以及若望二十三世当选后教会内部新思想的出现之间的时期。

## 参阅书目
- Hobsbawm, Eric. . London: Abacus. 1995 [1994]. ISBN 978-0-349-10671-7.